# Eriocaulon roseum
Eriocaulon roseum là một loài thực vật có hoa trong họ Eriocaulaceae. Loài này được Fyson mô tả khoa học đầu tiên năm 1921.